# Gryon misellum
Gryon misellum är en stekelart som beskrevs av Alexander Henry Haliday 1833. Enligt Catalogue of Life ingår Gryon misellum i släktet Gryon och familjen Scelionidae, men enligt Dyntaxa är tillhörigheten istället släktet Gryon och familjen gallmyggesteklar. Arten är reproducerande i Sverige. Inga underarter finns listade i Catalogue of Life.